# Marcus Pretzell
Marcus Pretzell (* 16. července 1973 Rinteln) je německý politik za Alternativu pro Německo (AfD), od roku 2014 zemský předseda strany v Severním Porýní-Vestfálsku a od voleb ve stejném roce také poslanec Evropského parlamentu. V něm byl původně členem euroskeptické skupiny Evropští konzervativci a reformisté, po vyloučení v dubnu 2016 přešel rovněž k euroskeptické a vyhraněnější skupině Evropa národů a svobody.

## Mládí a studium
Marcus Pretzell se narodil v Rintelnu v Dolním Sasku, vyrůstal ve Wiesbadenu a v letech 1994–2000 vystudoval právo na Heidelberské univerzitě. V letech 2002 až 2009 vykonával profesi advokáta, přičemž se zabýval především nemovitostmi. V letech 2004 až 2009 byl členem Svobodné demokratické strany (FDP), členem AfD je od roku 2013.

## Rodinný život
Z prvního manželství má čtyři děti. V prosinci 2016 si vzal za druhou manželku tehdejší spolkovou předsedkyni strany Alternativa pro Německo (AfD) Frauke Petryovou. Manželé mají jedno společné dítě narozené v roce 2017.

## Politické působení
Jako politik zastával Pretzell až do září 2017 výrazně protimigrační postoje. 12. dubna 2016 byl
vyloučen ze skupiny Evropského parlamentu Evropští konzervativci a reformisté za výroky ve smyslu, že migrantům má být zabráněno v nelegálním překračování hranic, v případě nutnosti střelnou zbraní. Jeho kolegyně Beatrix von Storchová, která měla být vyloučena spolu s ním, sama před hlasováním ze skupiny vystoupila.
V prosinci 2016 se po útoku na vánočních trzích v Berlíně vyjádřil, že za oběti je zodpovědná kancléřka Angela Merkelová.
Při volbách do Spolkového sněmu Pretzell nekandidoval. Koncem září 2017 se přidal k Frauke Petryové při její oponentuře vůči novému vedení AfD a 2. října 2017 ze strany vystoupil. Své poslanecké mandáty si však ponechal.